# San Lorenzo (Puruándiro)
San Lorenzo es un rancho perteneciente al Municipio de Puruándiro localizado en los límites de éste con los de Panindicuaro y Jiménez.
El tiempo aproximado hacia la Ciudad de San Juan Puruándiro de Calderón. es de 30 minutos y a la Ciudad de Morelia de 2 horas.

## Historia
Este pueblo en la época de la colonia fue un lugar de agricultores. Posteriormente, durante la Independencia, intensificó la ganadería. En los inicios de la Revolución mexicana el pueblo estuvo a punto de ser incendiado por los revolucionarios que procedían de la Ciudad de Morelia. En los años sesenta sus habitantes empezaron a emigrar hacia las ciudades de Oxnard, Los Ángeles y Santa Ana en California EE.UU. para obtener una mejor calidad de vida. En 1972 se comenzó a electrificar el pueblo y a realizar las primeras tomas de agua potable. A mediados del año 2002 se pavimentaron las calles asignándoles nombre y código postal.

## Población
Este pueblo ha tenido un crecimiento impresionante. Se perfila como la tercera localidad más importante del municipio superada únicamente por San Juan Puruándiro de Calderón y Villachuato. Actualmente se encuentra conurbado con el pueblo de La Luz (Michoacán) Municipio de Panindícuaro  alcanzando una población de 8000 habitantes.

## Subdivisiones
El pueblo se divide en cinco secciones: La Orilla, El Tepetate, Uren, La Cieneguita, Zona Centro.

## Religión
El 90% de la población se declara católica, mientras que el 7% es Testigo de Jehová y el 3% ateos.

## Orografía
San Lorenzo se ubica en una depresión. Está rodeado por los cerros La Mesa, El Aguacate y El Costalito. El mayor de los tres es El Costalito, sin embargo, el más conocido en la región es La Mesa debido a la forma que recuerda a ese mueble.

## Hidrografía
La comunidad es atravesada por un arroyo que nace en el cerro del Aguacate y desemboca en el arroyo de Botello, el cual, a su vez, finaliza en el Río Lerma. También se localiza la presa del Salitre, llamada así por su elevada cantidad de sal, en ésta se desarrolla la pesca por algunos pobladores.

## Educación
San Lorenzo cuenta con una de preescolar, una de educación primaria y una de educación secundaria. Actualmente se encuentra en construcción una preparatoria. Mientras tanto la mayoría de los jóvenes estudian en el CECYTEM de Panindícuaro y en preparatorias oficiales y particulares de Puruándiro.

## Salud
La localidad cuenta con una clínica dependiente de la Secretaría de Salud de Michoacán, así como varios consultorios particulares y numerosas farmacias.

## Comercio
Se localizan en el pueblo zapaterías, pizzerías, papelerías, tiendas de pintura y abarrotes, carnicerías, peluquerías, perfumerías, etc.

## Industria
Existe la posibilidad de la construcción de un parque industrial con el dinero de inversionistas estadounidenses; en caso de concretarse, sería el primero del municipio de Puruándiro.

## Transporte
Existen varias rutas de microbuses. La primera corre de San Lorenzo a Puruándiro, la segunda de San Lorenzo a la Ciudad de Zacapu, la tercera de San Lorenzo a Janamuato y la cuarta de San Lorenzo a Panindicuaro.

## Telecomunicaciones
La radio transmite varias estaciones que llegan desde ciudades como Celaya, Salamanca, León de los Aldama, Zamora de Hidalgo, Zacapu de Mier, Morelia y San Juan Puruándiro de Calderón. Existen cinco canales de televisión abierta (Canal 5 repetidor del canal 2 y Canal 31 repetidor del canal 5 de Televisa, Canales 7 y 12 repetidor del canal 13 de TV Azteca) y Canal 2 del Sistema Michoacano de Radio y Televisión. Existe el sistema de televisión por cable SKY.
San Lorenzo está comunicado por la carretera directa a la Ciudad de Puruándiro. A 30 km se encuentra la Autopista Federal No. 15 Ciudad de México-Guadalajara.
Dentro del pueblo, la principal vialidad es el Boulevard Ignacio Allende, éste comienza desde la presa del salitre y finaliza en los límites del pueblo conurbado de La Luz. Existen otras vialidades como la Avenida José María Morelos y Pavón que recorre el Barrio de La Orilla y la Avenida Emiliano Zapata que atraviesa el Barrio de Uren.

## Celebraciones Importantes
La principal fiesta de este pueblo es la Celebración de San Lorenzo Mártir el día 10 de agosto, aunque la fiesta en si se lleva a cabo del día 31 de julio al 11 de agosto.
El día 31 se realiza la bajada de la imagen y se finaliza con un baile y la quema de un castillo, con esto se marca el inicio de los festejos.
De el día 1 al 9 de agosto se realizan tres misas en la Catedral de San Lorenzo, a las 7:00 a.m., a las 5:00 p.m. y a las 8:00 p.m.
El día 8 de agosto los niños que van a realizar su primera comunión se confiesan.
El día 9 los niños realizan su primera comunión en una sola ceremonia.
El día 10 de agosto se tocan las mañanitas, a las 10 a.m. se realiza una misa, a las 11 a.m. otra misa, esta vez de bautizos, a las 12 p.m. una más de confirmaciones en presencia del obispo de la Ciudad de Morelia, otra más a la 1 p.m. para los turistas. Ese mismo día en la noche se realiza un baile, la quema de toritos y dos castillos.
El día 11 se realizan las tradicionales corridas en la plaza de toros.
La segunda fiesta en importancia es el 22 de noviembre día de la virgen de Santa Cecilia.
Fuente de información, presidencia 2009